# Кшищоф Мейер
Кшищоф Мейер (на полски: Krzysztof Meyer) е полски композитор и пианист.
Роден е на 11 август 1943 година в Краков. От ранна възраст се занимава с музика и през 1965 година завършва композиция в Краковската музикална академия под ръководството на Кшищоф Пендерецки, учи също при Надя Буланже в Париж и Витолд Лютославски във Варшава. Преподава в Краковската музикална академия (1966 – 1987) и Кьолнското висше музикално училище (1987 – 2008).